# Souleymane Koanda
Souleymane Koanda est un footballeur international burkinabé né le 21 septembre 1992. Il évolue au poste de défenseur à Salitas, à Ouagadougou.

## Biographie

### En club
Après des débuts à l'ASFA-Yennenga, Souleymane Koanda rejoint l'Étoile Filante de Ouagadougou en 2014. Il reste deux ans à l'EFO avant de signer à l'ASEC Mimosas, en Côte d'Ivoire.

### En équipe nationale
Le 17 octobre 2015, Souleymane Koanda dispute son premier match international avec l'équipe locale du Burkina Faso face au Nigeria, dans le cadre des éliminatoires du championnat d'Afrique 2016 (défaite 2-0).
Il obtient sa première sélection dans l'équipe A, lors d'un amical face au Mali le 7 janvier 2017. Il participe dans la foulée à la Coupe d'Afrique des nations 2017 organisée au Gabon.